# SMS Ariadne (1900)
Корабль его величества «Ариадне» — пятый корабль из десяти крейсеров типа «Газелле» построенных для Императорского германского флота. Был заложен в 1899 году на верфи АГ Везер в Бремене, спущен на воду в августе 1900 года, вошёл в состав Флота открытого моря (Хохзеефлотте) в мае 1901 года. Крейсера данного типа были вооружены десятью 105-мм орудиями главного калибра и двумя 450-мм торпедными аппаратами. Мог развивать ход 21,5 узла (39,8 км/ч).
Большую часть службы корабль провёл в разведывательных силах Флота открытого моря. После начала Первой мировой войны, в августе 1914 года, участвовал в патрулировании Гельголандской бухты. 28 августа британский флот атаковал линию патрулей. В последующей битве в Гельголандской бухте «Ариадне» была обстреляна двумя линейными крейсерами и затонула. Около 200 членов её экипажа погибло в бою, только 59 человек были спасены из моря.

## Описание
«Ариадне» была заложена по контракту «D», корпус был заложен на верфи «АГ Везер» в Бремене в 1899 году. Спущен на воду 10 августа 1900 года, после чего начались работы по достройке корабля. 18 мая 1901 года крейсер вошёл в состав Хохзеефлотте (Флота открытого моря). Был 105,1 м длиной, 12,2 м шириной, имела осадку в 4,93 м и полное водоизмещение 3.017 тонн. Двигательная установка состояла из двух трёхцилиндровых паровых машин, предназначенных для развития мощности в 8 тыс. лошадиных сил (6 МВт), корабль развивал скорость 21,5 узлов (39,8 км/ч). Пар для машины образовывался в девяти угольных водотрубных котлах военно-морского типа. Крейсер мог нести 560 тонн угля, что обеспечивало дальность плавания в 3560 морских миль (6590 км) на ходу 10 узлов (19 км/ч). Экипаж крейсера состоял из 14 офицеров и 243 матросов.
Вооружение крейсера составляли десять 105 мм SK L/40 скорострельных орудий на одиночных опорах. Два орудия были размещены рядом на носу, шесть вдоль бортов по три на каждом борту и два бок о бок на корме. Общий боезапас оставлял 1000 выстрелов, по 100 снарядов на орудие. Орудия имели прицельную дальность в 12 200 м. Также корабль вооружён двумя 450 мм торпедными аппаратами с пятью торпедами. Аппараты были установлены в корпусе судна по бортам под водой. Корабль был защищён бронированной палубой толщиной от 20 до 25 мм. Толщина стен рубки составляла 80 мм, орудия были защищены тонкими щитами 50 мм толщины.

## Служба
После ввода в строй «Ариадне» была приписана к разведывательным силам Хохзеефлотте. В 1905 году «Ариадне», крейсера-систершипы «Медуза» и «Амазоне», броненосный крейсер «Принц Генрих» получили назначение в дивизию крейсеров. Всё время службы в мирное время она провела в германских водах. После начала первой мировой войны в августе 1914 года «Ариадне» была отозвана из состава флота и приступила к патрульной службе в Гельголандской бухте.
23 августа несколько командиров предложили британскому командованию план нападения на линию патрулей с участием в атаке лёгких крейсеров и миноносцев из Гарвического патруля (Harwich Force) под командованием Реджинальда Тиритта. Поддержку кораблям эскадры должны были оказать подлодки, линейные крейсера вице-адмирала Дэвида Битти и приданные ему лёгкие силы. План был одобрен, атака была намечена на 28 августа. Британские силы начали выходить из порта 26 августа, сначала вышли подлодки. На следующее утро в море вышла большая часть надводных кораблей. 7-я эскадра крейсеров, получившая приказ оказывать поддержку Гарвичской эскадре вышла позднее в течение дня.

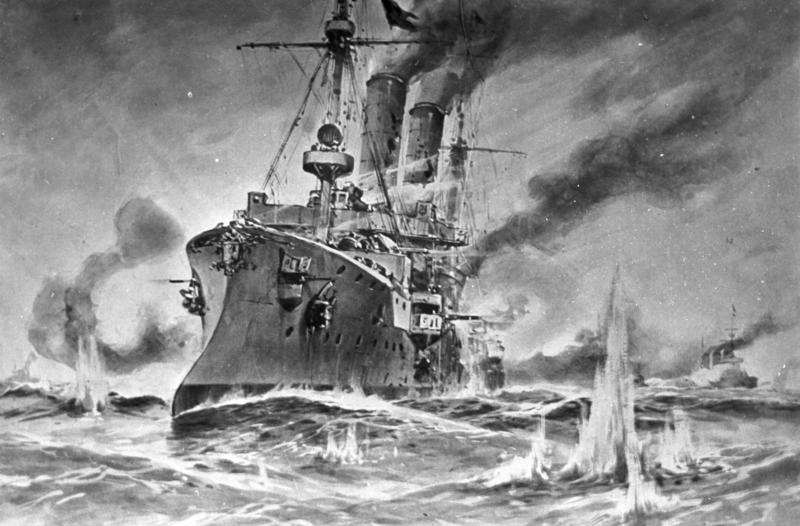
«Ариадне» в битве в Гельголандской бухте

Наутро 28 августа для «Ариадне» пришла смена, она покинула патрульную линию и встала на якорь в устье реки Везер, будучи готова оказать поддержку патрульным крейсерам и миноносцам. Получив известия об атаке британцев «Ариадне» и другие крейсера подняли пары и устремились на помощь немецким патрулям. В 13.40 «Ариадне» повстречалась с крейсером «Штеттин» но менее чем через 20 минут подошли линейные крейсера адмирала Битти, преследующие крейсер «Кёльн» и открыли огонь по «Ариадне». «Ариадне» повернула направо и обратилась в бегство. Она получила несколько попаданий от британцев, один из снарядов угодил в носовое котельное отделение. В угольной яме вспыхнул пожар и пять котлов оказались выведены из строя, скорость крейсера упала до 15 узлов (28 км/ч). Два линейных крейсера подошли ближе и продолжили обстрел с расстояния 3 км (наилучшая дистанция стрельбы по плоской траектории для орудий данного калибра). «Ариадне» вела ответный огонь, но без успеха.
Пожар охватил нос и корму корабля. Команда крейсера затопила носовой снарядный погреб, чтобы огонь не добрался до взрывчатки. В 14.15 британцы прекратили огонь и позволили «Ариадне» уйти прочь. Выжившие моряки собрались на баке и готовились покинуть корабль. Вскоре (до 15.00) подошёл крейсер «Данциг» и начал принимать на борт выживших, через некоторое время к спасательным работам присоединился крейсер «Штральзунд». В 16.25 «Ариадне» перевернулась, хотя некоторое время ещё оставалась на плаву. Были спасены девять офицеров (в том числе и капитан). Действия спасателей были осложнены взрывами боеприпасов сложенных на палубе «Ариадне», что не давало подойти лодкам близко к крейсеру.